# Vincenzo Meucci

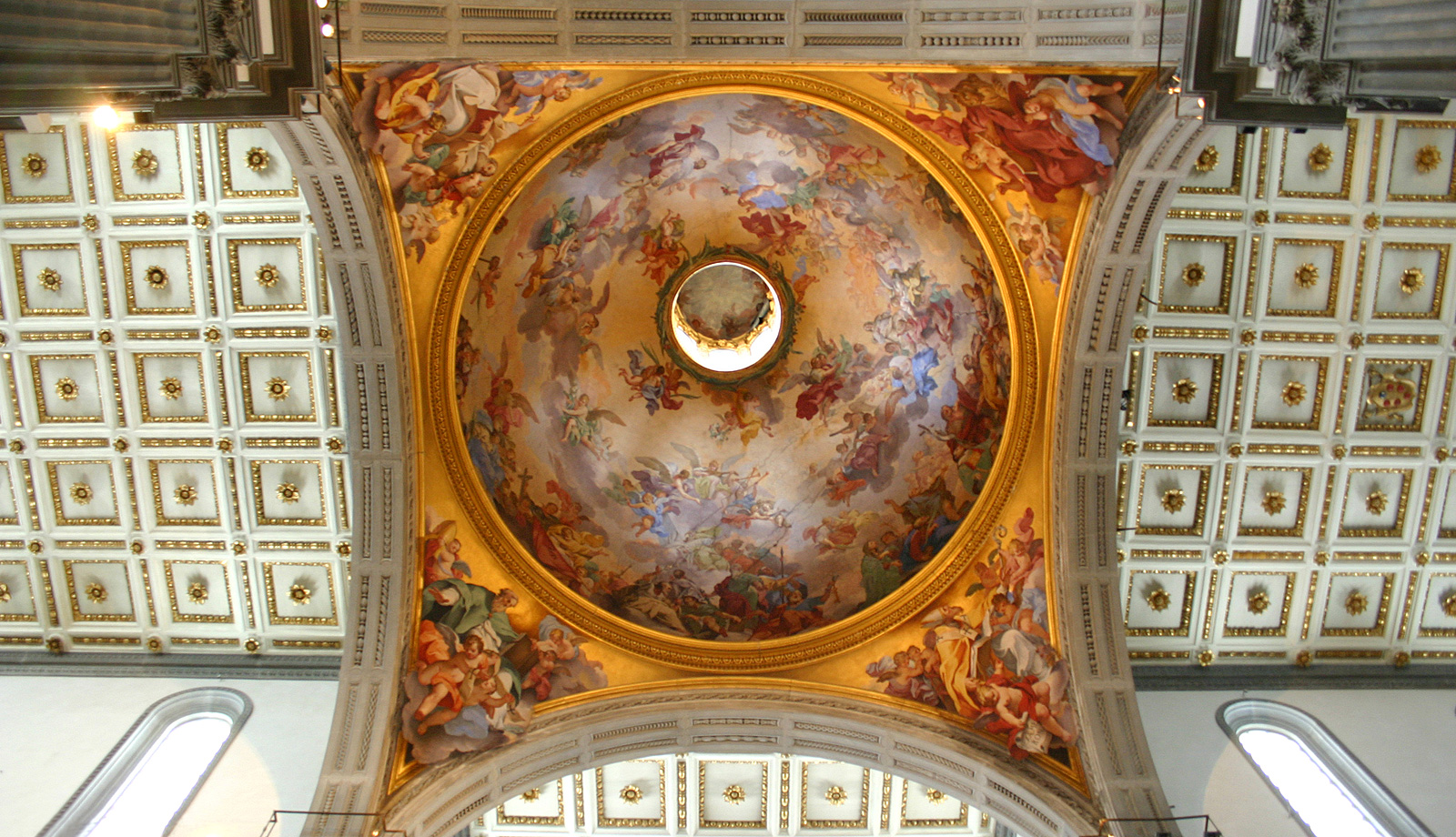
Voûte de la basilique San Lorenzo de Florence.

Vincenzo Meucci (Florence, 6 avril 1694 - Florence, 7 novembre 1766) est un peintre italien qui fut actif principalement à Florence entre le baroque finissant et le néoclassicisme du XVIIIe siècle.

## Biographie
Vincenzo Meucci formé d'abord entre Florence et Bologne, où il fut l'élève de Sebastiano Galeotti puis de Giovanni Gioseffo dal Sole, fut influencé par la culture baroque finissante et les nouveautés du néoclassicisme.
Patronné par le marquis Giovan Battista Salimbeni de Sienne, il fut commissionné pour de nombreuses œuvres, sur toile ou à fresque.
Il fournit également plusieurs œuvres pour les cardinaux Alessandro Chigi Zondadari à Sienne et Neri Corsini à Florence.
Sa renommée lui fit obtenir des commissions plus importantes de la part de l'Électrice palatine Anne-Marie-Louise de Médicis, dernière représentante des Médicis, pour laquelle il peignit à fresque la coupole de la basilique San Lorenzo de Florence avec  la Gloria dei santi fiorentini (1742).

## Œuvres
- Fresques de la Cappella di San Mauro (1717), Badia Fiorentina, Florence.
- Madonna del Rosario (1731), retable de la  Chiesa di Santa Lucia alla Castellina, Sesto Fiorentino.
- Fresques de la voûte de l'entrée de l'Ospedale di San Giovanni di Dio (1735), Florence.
- Fresques du Palazzo Panciatichi (env. 1741), Florence.
- Sala dell'Apoteosi (1745), Palazzo Roffia, Florence.
- Madonna che dà lo scapolare a san Simone Stock (1746-1748), coupole de la chapelle Brancacci, Santa Maria del Carmine, Florence.
- Matrimonio della Vergine, retable, Chiesa di San Paolino, Florence
- Retable, Chiesa di Santa Maria Maggiore, Florence
- Ascensione di Cristo, fresque du plafond de la nef de l'église San Salvatore al Vescovo, Florence
- Visione di San Rocco, fresque du plafond de la nef de la Chiesa di Santa Maria delle Vedute, Fucecchio
- Vierge présentant Jésus à saint François, basilique de la Madonna dell'Umiltà, Pistoia

Dessins préparatoires
- Le Triomphe de Galatée, et Polyphème devant sa caverne, plume à l'encre brune, département des arts graphiques, musée du Louvre, Paris

- Agonie dans le jardin, plume à l'encre brune
- Argus, Mercure et Io, plume à l'encre brune
- Vue de l'amphitéâtre antique d'Arezzo, plume à l'encre brune
- Saint Charles Borromée, crayon noir